# Steve Allen

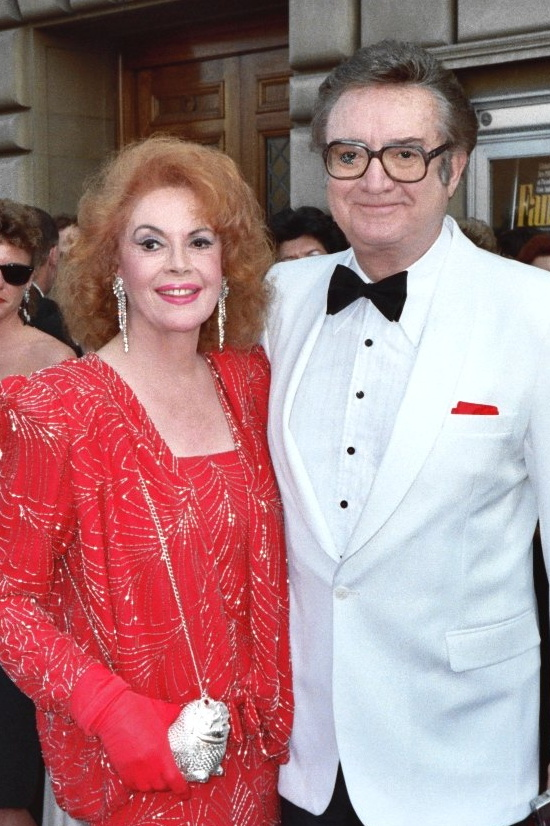
Allen mit seiner Ehefrau Jayne Meadows im Jahr 1987

Stephen Valentine Patrick William „Steve“ Allen (* 26. Dezember 1921 in New York City, New York; † 30. Oktober 2000 in Encino, Kalifornien) war ein US-amerikanischer Fernseh- und Radiomoderator, Komiker, Schauspieler und Musiker.

## Leben
Von 1954 bis 1957 moderierte er die Tonight Show, eine der ersten Comedy-Shows überhaupt und die erste Late-Night-Show der Welt. Er gilt als einer der großen Pioniere des Fernsehens. Die Show wurde nach ihm u. a. von Johnny Carson, Jay Leno und Conan O’Brien weitergeführt. Seit 2014 moderiert sie Jimmy Fallon auf NBC. Unter seinem Namen lief von 1956 bis 1964 die Steve Allen Show, in der unter anderem der junge Frank Zappa sein Concerto for two Bicycles präsentierte. 1962 produzierte er die Serie Jazz Scene USA, 1964 die T.A.M.I. Show.
Allen war auch in mehreren Filmen zu sehen. 1956 verkörperte er die Titelrolle in der Benny Goodman Story. 1962 spielte er in dem unvollendeten Film Something’s Got to Give neben Marilyn Monroe und Dean Martin. In Als das Licht ausging von 1968 mit Doris Day stellte er einen Radiosprecher dar. An der Seite von Dennis Quaid und Winona Ryder wirkte er in der Filmbiografie Great Balls of Fire – Jerry Lee Lewis – Ein Leben für den Rock’n’Roll aus dem Jahr 1989 mit. 1995 sah man Allen in Casino mit Robert De Niro und Sharon Stone.
Steve Allen war in erster Ehe von 1943 bis 1952 mit Dorothy Goodman verheiratet. Aus der Verbindung gingen drei gemeinsame Kinder hervor. Von 1954 bis zu seinem Tod war Allen mit der 2015 verstorbenen US-amerikanischen Schauspielerin Jayne Meadows verheiratet, mit der er einen Sohn hatte. Nach einer langen erfolgreichen Karriere starb Allen im Jahre 2000 an den Folgen eines Verkehrsunfalls (Herzinfarkt), infolge eines geplatzten Blutgefäßes (Herzbeuteltamponade).

## Tod und Erbe
Am 30. Oktober 2000 war Allen in einen leichten Verkehrsunfall verwickelt, als er zu seinem jüngsten Sohn nach Los Angeles reiste. Ein Fahrer prallte beim Rückwärtsfahren aus der Einfahrt gegen die Seite von Allens Auto, wodurch Allen neben anderen Verletzungen einen Blutgefäßriss erlitt, obwohl er sich offenbar nicht bewusst war, dass er ernsthaft verletzt war. Nachdem Allen im Haus seines Sohnes angekommen war, machte er ein Nickerchen und starb im Schlaf. Zunächst ging man davon aus, dass er einen Herzinfarkt erlitten hatte. Die Autopsie von Allen ergab jedoch, dass er tatsächlich an einem Hämoperikard starb, das auf die bei dem Unfall erlittenen Verletzungen zurückzuführen war. Obwohl die Erkrankung teilweise durch Arteriosklerose verursacht wurde, wurde der Tod als Unfall eingestuft. Laut Jayne Meadows: „Typisch für Steve, der der liebste und süßeste Mann war: Er wurde von einem Mann geschlagen, der rückwärts gegen ihn prallte, ihm alle Rippen brach, das durchbohrte sein Herz ... und als er wieder herauskam Als er das Auto verließ, sagte er zu dem Mann: ‚Was manche Leute tun werden, um mein Autogramm zu bekommen.‘“
Er ist im Forest Lawn Memorial Park (Hollywood Hills), Los Angeles, begraben. Er hat zwei Sterne auf dem Hollywood Walk of Fame – einen Fernsehstar in der Vine Street 1720 und einen Radiostar in der Vine Street 1537. Jayne Meadows wurde nach ihrem Tod im Jahr 2015 neben Allen beigesetzt.

## Filmografie (Auswahl)
- 1950: I’ll Get By
- 1956: Die Benny Goodman Story (The Benny Goodman Story)
- 1959: Die Welt der Sensationen (The Big Circus)
- 1966: Batman (Fernsehserie, 1 Folge)
- 1967: Der Todesschuß (Warning Shot)
- 1968: Als das Licht ausging (Where Were You When the Lights Went Out?)
- 1969: The Comic
- 1973: Ein Sheriff in New York (Fernsehserie, 1 Folge)
- 1976: Reich und Arm (Rich Man, Poor Man; Fernsehserie, 1 Folge)
- 1982: Hart aber herzlich (Hart to Hart, Fernsehserie, Folge 3x18 Vertauschte Rollen)
- 1985: Alice im Wunderland (Alice in Wonderland; Fernsehfilm)
- 1987–1988: Chefarzt Dr. Westphall (Fernsehserie, 3 Folgen)
- 1992: Die Simpsons (Fernsehserie, 1 Folge; Stimme)
- 1992: The Player
- 1994: The St. Tammany Miracle
- 1995: Casino
- 1998: Sabrina – Total Verhext! (Fernsehserie, 1 Folge)
- 1999: Diagnose: Mord (Fernsehserie, 1 Folge)

## Veröffentlichungen (Auswahl)
- 1955: Music for Tonight
- 1957: Plays Hi-Fi Music for Influentials
- 1961: Steve Allen Orchestra: More
- 1963: Funny Fone-Calls
- 1992: Plays Jazz Tonight